# سد کوچ‌کوپرو
سد کوچ‌کوپرو (انگلیسی: Koçköprü Dam) یک سد آبی در استان وان کشور ترکیه است.